# Sandy Duncan
Sandy Duncan, nata Sandra Kay Duncan (Henderson, 20 febbraio 1946), è un'attrice, cantante e ballerina statunitense.

## Biografia
Nata in Texas, nella contea di Rusk, da Sylvia Duncan e Mancil Ray, crebbe vicino a Tyler. Iniziò la sua carriera artistica debuttando a dodici anni in una messa in scena locale de Il re ed io. A metà degli anni sessanta, a Los Angeles, era una sconosciuta attrice quando fu scelta per una parte in una pubblicità tv.
Nel 1970 la rivista Time la nominò uno dei volti più promettenti di domani. Nello stesso anno, fece parte del cast di The Boy Friend nel ruolo di Maisie. Al cinema, fu protagonista insieme a Dean Jones della produzione Walt Disney Un papero da un milione di dollari (1971).
Star delle scene di Broadway, è anche un notissimo personaggio televisivo. Ha prestato la sua voce al personaggio di Vixey in Red e Toby nemiciamici (1981). Nel 1979 è stata l'applaudita protagonista del revival di uno dei grandi successi di Broadway, il musical Peter Pan. Nel 1976 ha interpretato anche un altro noto personaggio letterario, Pinocchio, in uno speciale televisivo omonimo.

## Vita privata
Sandy Duncan si è sposata tre volte. La prima, nel 1968, con Bruce Scott, dal quale divorziò nel 1972. La seconda, nel 1973, con il medico Thomas Calcaterra, da cui divorziò nel 1979. L'ultimo matrimonio è stato quello con il ballerino e coreografo Don Correia, con cui è sposata dal 1980 e dal quale ha avuto due figli.

## Spettacoli teatrali
- Canterbury Tales
- Love Is a Time of Day
- The Boy Friend, regia di Gus Schirmer (Broadway, 1954)
- Peter Pan (revival - Broadway, 1979)
- My One And Only
- Chicago (Broadway, 1996)

## Filmografia

### Cinema
- Un uomo da marciapiede (Midnight Cowboy), regia di John Schlesinger (1969)
- Un papero da un milione di dollari (The Million Dollar Duck), regia di Vincent McEveety (1971)
- Star Spangled Girl, regia di Jerry Paris (1971)
- Il gatto venuto dallo spazio (The Cat from Outer Space), regia di Norman Tokar (1978)
- Red e Toby nemiciamici (The Fox and the Hound), regia di Ted Berman e Richard Rich (1981) - voce
- Mio mini pony - Salvataggio dal castello di mezzanotte (Rescue at Midnight Castle), regia di John Gibbs (1984)
- Eddy e la banda del sole luminoso (Rock-a-Doodle), regia di Don Bluth e Dan Kuenster (1991) - voce
- Fantasma per amore (My Boyfriend's Back), regia di Paul Schneider (1993)
- L'incantesimo del lago (The Swan Princess) regia di Richard Rich (1994) - voce

### Televisione
- Bonanza - serie TV, episodio 12x28 (1971)
- Pinocchio- film TV musicale, regia di Ron Field e Sid Smith
- Muppet Show - serie TV, episodio 1x14 (1976-1981)
- Radici (Roots) - miniserie TV, 2 episodi (1977)
- La famiglia Hogan (The Hogan Family) - serie TV, 78 episodi (1986-1991)
- Law & Order - I due volti della giustizia (Law & Order) - serie TV, episodio 6x06 (1995)
- Law & Order - Unità vittime speciali (Law & Order: Special Victims Unit) - serie TV, episodio 16x16 (2015)

## Doppiatrici italiane
- Fiorella Betti in Un papero da un milione di dollari
- Vittoria Febbi ne Il gatto venuto dallo spazio
- Emanuela Fallini in Muppet Show
- Alida Cappellini in Radici
- Sonia Scotti in Love Boat
- Dania Cericola ne La famiglia Hogan

Da doppiatrice è sostituita da:
- Pinella Dragani in Red e Toby nemiciamici
- Paola Tovaglia in Mio mini pony - Salvataggio dal castello di mezzanotte
- Stefanella Marrama (dialoghi) e Maria Cristina Brancucci (canto) ne L'incantesimo del lago